# 法国矿业团
法国矿业团（法語：Corps des mines）是法国政府主要技术大团体，其成員常在法國政府技術部門（如工业部）從事政策制定職位。這些技术大团体在法國的科技發展扮演重要角色，如在1865年前任何人要在法國建造或使用固定式蒸汽機得先取得法国矿业团的核准。法国矿业团由法國軍隊技術學院加上其他精英工程學校的前幾名畢業生所構成，每年進入法国矿业团的總人數約為20人或更少，在世的法国矿业团工程師的累積數量約有700名。

## 影響力
矿业团的成员在政府部门和大型企业中占据重要位置。在法國的主要技術大團體來說，就新畢業生入團排名來說，法国矿业团是當中聲望最高的，其次為土木團。法国矿业团也主導了法國核能主管機關及核能發展。
然而，和其他法國主要技術大團體有類似的「只用自己人」的精英及專家主導的組織文化，法国矿业团在安排其成員進入政府部門時有集中化甚至是威權化的傾向。

## 法国矿业团成員來源
法国矿业团成員来源，主要以1794年创建的巴黎综合理工大学前几名的优秀毕业生為主，也因此矿业团成員相當於巴黎综合理工大学优秀毕业的荣耀。然而1990年代以來法國政府再造的改革，使法国矿业团的職能受到討論。
从1978年起，矿业团开始向巴黎高等师范大学和巴黎国立高等矿业大学扩展招生，但不同於巴黎综合理工大学的优秀毕业生，從這些學校招收的學生需要通过考試选取前一两名。

## 历史
法国矿业团最初成立于1794年，为法兰西矿业局，负责监控促进法国矿业的开发。随着工业革命的发展，矿业工程师的职能和权限扩展到其他工业产业。1810年，“大帝国矿业工程师团”正式成立。
自1794年巴黎综合理工大学创建，该大学毕业排行前几名的优秀生〔别称X-Mines〕就选择矿业团进行深造（不再经过考试），是矿业团唯一的招生来源。截止于20世纪世界大战之前，每届招生总数只有几名学生（最多3名）。历史学家 Andre Thépot曾说：“选择矿业团，就等于一生贴上了巴黎综合理工大学毕业排行前几名的标签”，是每个成员的荣耀。
从1978年起，矿业团开始向巴黎高等师范大学和巴黎国立高等矿业大学扩展招生，但需要通过競考（与巴黎综合理工大学不同)选取前一两名，每届总数也增加到十几名学生。
1988年, 矿业团收并了测量仪器工程师团的部分成员, 2009年1月又收并了电讯工程师团，2012年3月再同保险监管团合并。

## 校友协会
法国矿业团的校友协会汇集了现有矿业团的成员和被收并的原电讯团等团体的成员，目的是建立成员之间的相互联系和协助，协会由理事会管理。自2002年11月至今，理事会主席是让-路易·贝法，现圣戈班集团的名誉主席。

## 校友
- 莫里斯·阿莱，1988年获诺贝尔经济奖
- 让-路易·贝法（Jean-Louis Beffa），现圣戈班集团名誉主席
- 乔治·贝斯，原雷诺集团总裁
- 让-劳伦特·保纳非（Jean-Laurent Bonnafé），现法国巴黎银行集团总裁
- 让-皮埃尔·柯拉马帝，现苏威集团总裁
- 蒂埃里·戴马海（Thierry Desmarest），前道达尔集团总裁
- 让-马丁·弗勒兹（Jean-Martin Folz），原标致雪铁龙集团总裁
- 诺埃尔·弗加德（Noël Forgeard），原欧洲航空防务与太空公司总裁
- 皮埃尔·纪尧玛（Pierre Guillaumat），原法国电力公司总裁
- 帕特里克·克朗，现阿尔斯通公司总裁
- 安妮·洛韦容（Anne Lauvergeon），前阿海珐集团总裁
- 阿尔贝·勒布伦，1871-1950，原法国总统
- 让-贝尔纳·莱维（Jean-Bernard Lévy），现维旺迪集团总裁
- 安德烈·列维-郎（André Lévy-Lang），前法国巴黎银行集团总裁
- 迪迪埃·隆巴德（Didier Lombard），前法国电讯公司总裁
- 弗朗西斯·麦尔（Francis Mer），原Usinor总裁，原财经部长
- 卢克·乌塞尔，现阿海珐集团总裁
- 丹尼斯·朗克（Denis Ranque），原泰利斯集团总裁

校友请参见